# 伊朗婦女權利
在伊朗，自20世紀初，妇女权利和地位經常随着政府的态度发生变化，並在20世纪末至21世纪初受到严重限制 。政府法令在各個層面造成廣泛的影響，从投票权到着装要求。不过与其他南亚地区相比，伊朗女性更容易获得金融账户、教育和手机。  :16

## 全球排名
世界经济论坛的2017年全球性别差距报告的将伊朗列为144个国家中的性別平等第140名；2017年，新的全球乔治城大学女性、和平与安全研究所与奥斯陆和平研究所（PRIO）合作公布之女性、和平与安全指數（WPS）中，将伊朗排在153个国家中三分位數的底層。 

### 法律
国际特赦组织稱，伊朗妇女面临“在婚姻和离婚、继承、子女监护、国籍和国际旅行方面的法律和实践歧视”。  根据2017-2018年女性、和平与安全（WPS）指数，伊朗的法律歧视方面在153个国家中排名第116位。  :16世界银行的数据库“妇女、商业和法律”列出了伊朗法律中对已婚妇女的23项限制，包括申请护照、出门旅行、选择居住地点以及成为一家之主。女性在就業方面不同於男性，不能保证同工同酬，也没有法律限制招聘中的性别歧视。:16  WPS 报告还指出：
没有惩罚或阻止解雇孕妇的法律，也没有法律规定陪产假、育儿假、育儿可免税付款的权利。 《伊朗民法典》赋予丈夫权力禁止其妻子从事任何与家庭利益或丈夫或妻子的尊严不符的工作。妇女没有法律保护免受任何人的家庭暴力或性骚扰，宪法也没有将性别列为受保护类别的非歧视条款。  :16
2019年3月7日，大阿亞圖拉贾法尔·索巴尼（Ja'far Sobhani）批评议会辩论一项法律，该法律将不同性別的事故受害者“血钱”（受害者賠償）平等化。  7月2日，伊朗婦女和家庭事務副總統的副总统府负责人玛苏梅·埃卜特卡尔宣布“血钱”對男女而言都是合法的，所有法院都必须遵守。 

### 金融
根据2017~2018年的WPS指数，伊朗90%的女性使用手机并可以使用金融账户。在其他南亚地区，只有不到 40%的人可以使用金融帳戶，而使用手机的女性比例與伊朗差不多。  :16

### 收入與勞動參與
根據WPS指數，伊朗婦女的平均收入低于其他南亚地区的女性。  :162017年在伊朗，女性仅占有偿劳动力的19%，自1990年以来增长了 7%； 根据世界银行2018年的一份报告，女性劳动力参与率已达到 19.8%，尽管性别差距很大，但仍显着改善。 

## 历史概況
伊朗历史通常分为三个部分：前伊斯兰时期、后伊斯兰时期和近现代。尽管对伊朗的前伊斯兰历史知之甚少，但其有记载的历史始于公元前 530 年的阿契美尼德帝国。
近代而言，卡扎尔王朝期間，婦女不参与政治，经济贡献仅限于家务劳动。在1925年至1979年的巴列维王朝統治期，女性獲得了更多的自由， 基於领导人希望伊朗成为一个更现代的、欧洲风格的国家，尽管这主要适用于精英，而忽略了大多数一般人。这些自由在 1979 年伊朗革命后被收回。

### 阿契美尼德帝国
希臘歷史記載表明阿契美尼德王朝時期女性能够参与公民事务；然而，这种参与是有限的，被普通民众认为是不寻常的。希腊历史学家希罗多德访问阿契美尼亚帝国后说，波斯男人和女人共同管理国家事务，共同参加公共仪式。 

### 波斯立憲革命
在卡札爾王朝期间波斯立憲革命开始时：
大多数波斯妇女是二等公民，拥有有限的权利，例如继承权或获得基础教育的权利。諸如部落和游牧群体（如库尔德人、巴赫蒂亞里人、卡什加人）在一定程度上允许女性与男性交往，甚至有些人认为一夫多妻制和穆塔（什叶派临时婚姻）是不可取的。 
20世纪之交，新闻和写作吸引許多受過教育的波斯女性。《知識 Danesh》（1907）是第一本专注于妇女问题的专业期刊，之後《盛開 Shokoufeh》、《Nameie Banovan》、《Alam e Nesvan》和《Nesvan e Vatan Khah》陸續在德黑兰出版。此外，安札利港的《Nesvan e Shargh》、马什哈德的《Jahan e Zanan》、设拉子的《Dokhtaran e Iran》和拉什特的《Peik e saadat》讨论了整个伊朗的妇女问题。儘管立憲主義（1921-25）失败和當時的軍事指揮官李查汗（1925-41）巩固权力摧毁了妇女期刊和团体，但国家在此期间实施了大眾教育（mass education）和妇女有偿就业等社会改革。李查汗还开始了他有争议的禁止婦女佩戴頭巾政策（Kashf-e-Hijab）。然而，与李查汗统治期间的其他社会阶层一样，女性沒有表达自己的权利，异议受到压制。 
伊朗妇女在1905-1911年的波斯立憲革命中发挥了重要作用。她们大量参与公共事务，并在新闻界以及1911年至1924年蓬勃发展的学校和协会中担任重要职务。 在革命中发挥重要作用的著名伊朗妇女包括比比·哈努阿姆·阿斯塔拉巴迪（Bibi Khatoon Astarabadi）、諾爾·奧爾·霍達·曼傑內（Noor-ol-Hoda Mangeneh）、 莫塔拉姆·伊斯坎達里（Mohtaram Eskandari）、 賽迪凱赫·杜拉塔巴迪（Sediqeh Dowlatabadi）和卡馬爾·奧爾·穆盧克·瓦齊裡（Qamar ol-Molouk Vaziri） 。

### 巴列维王朝

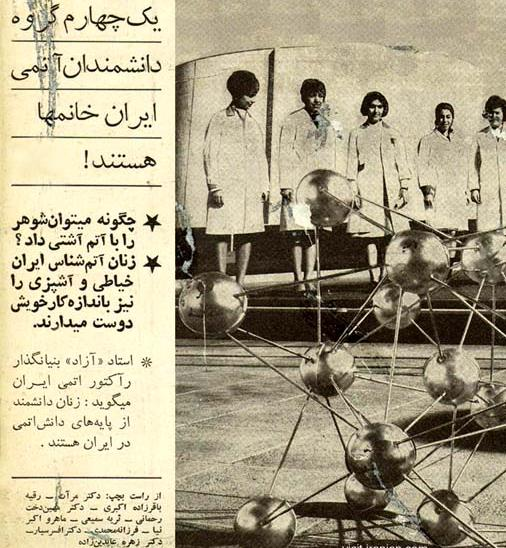
1968 年的伊朗报纸剪辑上写着：“伊朗四分之一的核能科学家是女性”

1925年，军事指挥官李查汗推翻了卡扎尔政府並創立巴列维王朝。 1936 年伊朗沙阿访问土耳其后，受到凱末爾西化的启发，伊朗的社会结构和妇女地位开始改善。 沙阿的白色革命有助于提升妇女的合法权利。 

### 伊斯兰共和国

#### 妇女与伊朗革命
妇女在1977年伊朗革命中发挥了重要作用。 霍梅尼讚揚她們，在演讲中表示：“我们不能忘记女性所进行的活动，尤其是對抗。伊朗妇女能够通过自觉的信仰变成革命的、政治的、自觉的战斗分子......確實，女性在任何领域或任何战场上从未落后”。 霍梅尼還鼓励妇女参加反对沙阿的抗议活动。支持革命的组织（例如聖戰者）欢迎女性加入，并赋予她们重要任务。
由于第一任巴列维沙阿禁止使用头巾，許多女性认为戴头巾是表達支持霍梅尼的最佳方式，而不是发声。 

#### 霍梅尼时期
随着霍梅尼的崛起，女性的角色受到了限制，她們被鼓励撫養大家庭與做家务，霍梅尼认为这是女性可以追求的最重要的角色。霍梅尼的信念导致妇女中心和育幼中心被關閉和取消提倡计划生育。妇女仅限于某些工作领域，例如助产士和教学。 

#### 哈米尼时期
霍梅尼死后，妇女向政府施压，要求给予妇女更多权利。追隨霍梅尼的阿里·哈米尼采取了更自由的方法，重新开放妇女中心和恢复许多在《家庭保护法》被撤销后废除的法律来提高妇女地位。 
在1997年伊朗總統選舉中，绝大多数女性投票支持穆罕默德·哈塔米，他是改革派並承諾提供更多政治自由。在此期间，女性在表达思想、需求和批评时變得更大胆。诺贝尔和平奖被頒發給伊朗婦女權及人權活動家希琳·伊巴迪，鼓舞了伊朗的妇女权利運动，并加強了她们与国外伊朗女性主义者的关系。 
第六届伊斯蘭议会出现了一些伊朗最强烈的妇女权利倡議者。当时議會270个席位中的11位女议员几乎都试图改变一些较为保守的法律。然而在第七届议会选举期间，憲法監護委員會禁止这11名女性竞选，只允许保守派女性参加。第七届议会推翻了屬於改革派的第六届议会通过的许多法律。 
2018年11月中旬，联合国大会人权理事会通过了一项反对伊朗政府持续歧视妇女和限制思想自由的决议。 
第一个伊朗政府机构信息技术组织ITO发布了被称为“禁止行为”的禁止事項，包括性骚扰、口头和身体威胁、攻击性行为、诽谤和恐吓等罪行。该指南已根据“伊朗和伊斯兰价值观”进行了调整。 

## 法律規範與保障

### 投票权
1962年白色革命的浪潮导致总理阿薩多拉·阿拉姆（Asadollah Alam） 通过了一项赋予妇女有限投票权的法律，允许她们在地方选举中投票。 霍梅尼認為該法律是國家宣传，用民主和自由主义掩盖其独裁和法西斯性质， 領導了反對妇女投票权法的抗议活动，导致该法律被废除，  因此白色革命期间妇女不能参加公民投票。然而，當時的农业部长建议妇女运动领导人设立一个投票站来表达她们的建议。尽管她们的选票不算数，但大量女性投票说服了巴勒維國王在公投后不久授予女性投票权。6名女性在1963年9月的议会选举中被选入全國協商會議，国王任命了两名女性在参议院任职。 
1979年伊斯兰革命后，霍梅尼说：“妇女有权干预政治。这是他们的职责，伊斯兰教是一种政治宗教”。 

### 公共場合
頭巾（希賈布）

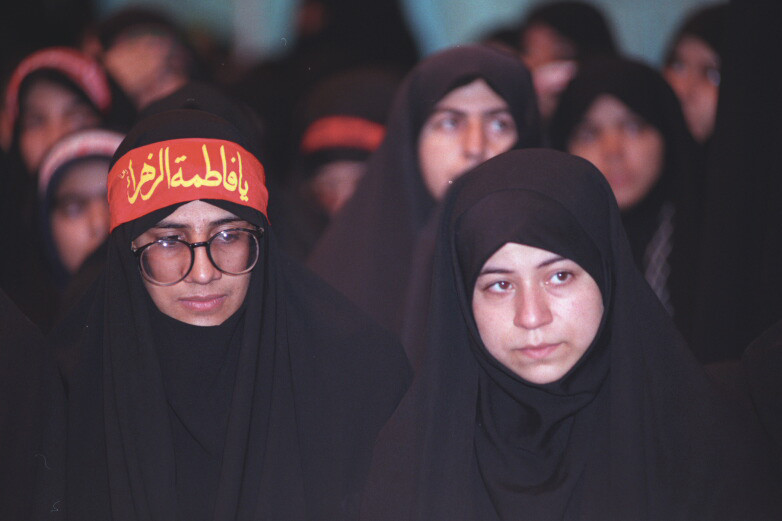
两个戴头巾的巴斯基女人

在伊斯兰共和国成立之前，法律不強制女性戴面纱。1935年，李查汗规定女性不应在公共场合戴面纱， 造成大量女性待在家里，因为她们觉得不戴头巾出门就等于赤身裸体。女性的依赖性在此期间因為必須依賴他人跑腿反而增长。 
自1979年伊斯兰革命以来，伊朗一直严格执行戴头巾的规定。1979年革命后，伊朗公務員恢复强制戴头巾的规定；1983年颁布了一项法律，要求所有婦女在所有公共场所佩戴头巾， 宗教警察（波斯语：گشتارشاد；GAST-EEršād）會監督婦女在公共场合的著裝， 不戴头巾或因露出部分头发而被认为戴“坏头巾”的妇女面临从罚款到监禁不等的惩罚。2017年12月，伊朗政府宣布女性将不再因在公共场合戴“坏头巾”而被捕，但不戴头巾的人必须参加伊斯兰教育课程。尽管该公告被视为适度改善現狀，但伊朗警方仍繼續针对反对强制戴头巾的活动人士。 
2018年11月26日，被關押在埃溫监狱的人权律师和政治犯納斯林·索托德开始绝食，要求释放因抗议强制戴头巾而入狱的医生法哈德·梅萨米（Farhad Meysami），梅薩米在當年８月便開始絕食抗議。  2018年11月下旬，包括賈維德．雷曼（Javid Rehman）在內的联合国伊朗人权问题專员和其他四名联合国人权专家對梅薩米表示担忧 。2018年底，美国国务院谴责逮捕梅萨米。 
2019年4月，索托德因捍卫反对派運動人士和妇女在公共场合不戴头巾的权利，被以“聚众串通危害国家安全罪”和“侮辱最高领导人”的名義判处鞭刑148次和38年监禁。  
2019年8月，伊朗公民权運動人士薩巴·科德·阿夏里（Saba Kord Afshari）被判处24年监禁，其中包括因在公共场合摘下头巾而被判处15年徒刑，伊朗当局称这助长了“腐败和卖淫”。  
伊朗活動家夏芭拉克．夏賈里札德赫（Shaparak Shajarizadeh）因违反关于强制戴头巾的法律而被捕三次并二次入狱。她鼓励男人和女人“在社交媒体上发布自己戴着白色或不戴头巾的图片，以抗议被迫戴头巾。”夏芭拉克后来離開伊朗。 
2019 年，三名因“不尊重头巾規定”而被捕的妇女被伊朗革命法院判处总共55年零6个月的徒刑。  

#### 唱歌與跳舞
伊朗伊斯兰共和国的法律嚴格規範女性着装和在公共场合与男性（非家庭成员）跳舞。  “女性在公共场合必須戴头巾，且禁止跳舞。” 几名制作自己跳舞视频的女性因“违反道德规范”而被捕并被迫在国家电视台上認罪（卫報这是“一種伊朗当局常用的手段”）。  2018年霍贾布里（Maedeh Hojabri）在Instgram上发布了她跳舞的视频，她的Instagram帐户随后被封锁并被捕。伊朗人普遍强烈同情霍賈布里，  多名伊朗妇女在網路发布自己跳舞的视频以表抗議。 维权人士表示，霍贾布里在电视台的认罪是“强迫认罪”。  
伊朗禁止女性唱歌，因为什叶派穆斯林神职人员认为“女性的歌声可能是色情的”。曾有伊朗妇女因“在公共场合唱歌或在社交媒体上发表作品”而被判入狱。  

### 婚姻法
白色革命時，巴列維國王颁布了《家庭保护法》，允许妇女在不幸福的情况下结束婚姻、提高最低结婚年龄與减少一夫多妻制的习俗（強制娶第二个妻子之前必須得到配偶同意）。法律还赋予妇女保留子女的监护权和在某些情况下（例如性侵和生命危险）堕胎的权利。 
2008年，内贾德總統的內閣提出了一项《家庭支持法案》，允许男性在未经第一任妻子许可的情况下娶第二任妻子，並向被许多女性视为财务安全网的＂馬利葉（Mariyeh）＂征税。  2008年9月，伊朗司法机构将該法案連同对一夫多妻制和税收条款的投诉退还给立法委员会，這些部份後來被從法案中刪除。  
2019年10月2日，伊朗憲法監護委員會批准了國籍法修正案，伊斯蘭議會於2019年5月首次通过批准后，与具有外国國籍的男子结婚的妇女，其子女也可以取得伊朗國籍。

### 离婚法
伊朗的离婚法最初基于伊斯兰教法的概括性原則（原文general rule），赋予男性随时结束婚姻的單向权利。舊的《民法典》（1928 年）第1133条规定：“男人可以随时与妻子离婚”， 于1967年因《家庭保护法》而修改。家庭保護法同時赋予妇女更多在特定条件下申请离婚的权利、使私人离婚非法化；新版《民法典》第1130条赋予法院更大的权力，可以批准妇女提出的司法离婚请求、在妻子获得授权书的情況下加速離婚流程。 
现代伊朗，男人和女人都可以离婚，法官會選擇父母其中一方得到孩子的监护权。

### 民法
伊朗的大陆法系有许多偏重男性的法律，很少有偏重女性的法律。伊朗遵守伊斯兰教法。根据伊朗民法，当儿童进入青春期时，他们也承担刑事责任，可以作为成年人合法受审。这可以被视为对女孩不利，法律中女孩在10岁左右进入青春期，而男孩在14岁左右进入青春期，意味着年仅10岁的女孩可能会受到刑事起诉，惩罚可以从监禁、鞭刑和死刑不等。 
2018年11月13日，伊朗官方新聞處＂Entekhab＂發表了禮薩呼羅珊省徒步委员会的声明，要求伊朗妇女若要徒步旅行，必须征得丈夫或父亲的许可。 

## 教育
| 1979 年之前 | 比较             | 自 1979 年以来 |
| ----------- | ---------------- | -------------- |
| 42.33%      | 识字 (15–24)     | 97.70%         |
| 24.42%      | 识字 (>15)       | 79.23%         |
| 48,845      | 学生             | 2,191,409      |
| 122,753     | 毕业生           | 5,023,992      |
| 2.4%        | 毕业生 (%)       | 18.4%          |
| 19.7        | 第一次结婚的年龄 | 23.4           |

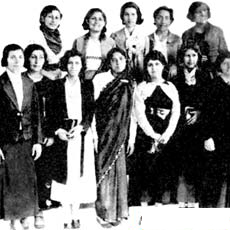
第一批进入大学的女性，1936 年。

作家和活動家比比·哈努阿姆·阿斯塔拉巴迪（Bibi Khatoon Astarabadi）于1907年为波斯女孩创办了第一所学校。在这所学校，伊朗女性可以学习历史、地理、法律、微积分、宗教和烹饪等科目。 1936年德黑兰大学招收了12名女性，标志女性開始进入伊朗的大学教育。 
伊朗妇女权利運動人士认为教育是该国妇女和社会的关键。他们认为让女性接受教育对伊朗来说是最好的，因为受過教育的母亲会为他们的国家培养出更好的儿子。 许多伊朗女性，包括Jaleh Amouzgar、Eliz Sanasarian、Janet Afary和Alenush Terian，在科学界都具有影响力。玛丽亚姆·米尔扎哈尼 (Maryam Mirzakhani)在1994年和1995年国际数学奥林匹克竞赛中获得金牌， 並於2014年因在动力学方面的成就成为世界上第一位获得菲尔兹奖的女性。

### 伊朗革命後
1979年的伊朗革命引发了社会变革，使更多女性进入大学。1994年，伊朗最高領袖阿里哈米尼宣布，女子大学的比例在2012年之后將要達到60%（革命前为33%）。学术专业领域的性别隔离一直持续到 1990 年代后期 ，但到2006年時，理工科的女性學生人數已經超越男性   。伊朗保守派团体越来越警惕地看待这些社会趋势，  馬濟里斯（Ｍajilis）研究中心（由保守派控制）的一份报告称，大量女性入学可能会导致“男女之间的社会差异以及经济和文化失衡”。 
尽管女性高等教育取得了进步，但也遇到许多挫折。 2012年8月6日，梅尔通讯社发布了一份報告，称伊朗36所大学已将女性排除在77个研究领域之外，这是议会對女性参与高等教育设定配额影響的一部分。 据法爾達電台報導， 2018年加兹温省和霍尔木兹甘省受过大学教育的年轻女性不到35%，而這是伊朗失业率最低的省份。 
2001 年，阿拉馬·塔巴塔拜大學（Allameh Tabatabaii）、塔比阿特莫達勒斯大學（Tarbiat Modares）和阿札赫拉大学（Azzahra University）开設文学硕士年級的妇女研究。不久之后，德黑兰大学组织了类似的计划。 

#### 哈塔米時期
穆罕默德·哈塔米擔任伊朗總統期间，女性受教育的机会增加。
哈塔米认为女性的位置在家里，但并没有试图将女性排除在公共生活之外。  哈塔米注意到越来越多的女性接受高等教育，他说这一增长令人担忧，但不希望减少，並呼吁为大学中的女性开设专业以及在1979年革命后引入的配额制度。 
哈塔米担任总统初期：
基礎教育方面，他開始擔任總統時，超过95%的女孩受小學教育 ；中等教育方面，1998~1999年，中學生中71%是男性，在数学、物理和科技领域占58%的人數，女性則在在人文科學和实验科學专业的学生中佔61%；高等教育方面，1997~1998年，38.2%的妇女受過高等教育 （但到2000年下降為47.2%）。  大学阶段的性别差异继续存在，大多数女性学习艺术、基础科学和医学，而大多数男性学习工程、人文、農業和兽医科学。 
在哈塔米任期内，妇女参与教育的人数缓慢上升，十年来，女性接受高等教育的人数增长了三倍。截至2006年，伊朗所有大学生中有60%以上是女性   ，佔伊朗理工科学生的70%。 在高等教育中担任教学职位的女性也有所收获：在大学里，几乎一半的助理教授职位是女性——几乎是十年前的两倍。  2001-02年接受终身教授职位和全职教授职位的女性比例为17.3%。

## 经济
截至2006年，农村地区女性劳动参与率为12.6%，全国为12.5%，而男性为66.1%（妇女在非正规和私营部门的参与不包括在数据中）； 世界银行估计，女性在所有部门的参与率为32%，男性为75%；女性领导角色的估计百分比为3.4%。 根据伊朗2007年的人口普查，10%的女性积极为经济做出贡献，而超过60%的男性从事经济活动；与男性相比，女性获得管理职位的机会只有三分之一。
根據人权观察2017年的一份报告，这种不平等是由歧視婦女就業的国内法造成的。妇女可以从事的职业类型受到限制，福利往往被剥夺，且丈夫有权阻止妻子从事特定职业，有些职位則需要丈夫的书面同意。 

## 參政
在1979年伊朗革命后的前三届伊斯蘭议会中，268席中的三席（1.5%）由女性担任， 現今的27１名成員中有17名女性。 议会中的妇女已批准了35项有关妇女问题的法案。 
据《金融论坛报（Financial Tribune）》報導，尽管女性在高等教育中多年来一直超过男性，但在伊朗议会议员中的比例不到 10%。 

## 囚犯人權
据《人民日报》海外网报道，伊朗法律规定，女子满9岁即可判处死刑。另外，因为处女不得被判处死刑，因此在执行死刑前会对其破身。
据库尔德斯坦人权网报（Kurdistan human rights network），2018年11月28日，伊朗西北部霍伊女子监狱狱警殴打囚犯熱內·札拉里安（Zeynab Jalalian）并没收了她的财物。她于2007年2月被捕，并于2008年12月以“对伊朗伊斯兰共和国的武装行动、庫爾德斯坦自由生活黨的成员身份以及在对伊朗伊斯兰共和国进行宣传战的同时持有和携带非法武器”被判处死刑。 
据伊朗人力資源管理局（Iran-HRM），2018年11月下旬，瓦拉明卡爾恰克（Qarchak）女子監獄典獄長殴打三个要求歸還被没收的财物的少數宗教苦行僧囚犯。 
伊朗女性人权運動人士巴哈雷赫·希達亞特（Bahareh Hedayat）于2020年2月10日被德黑兰大学安全警察逮捕，巴哈雷特的同事说她被捕时遭警察殴打。  
2020年10月7日，人权運動人士纳吉斯·穆罕默迪 (Narges Mohammadi)在长期监禁后获释，聯合國人權理事會高级专员 (UNHRC) 呼吁释放伊朗监狱中的其他活動家。 

## 體育活動

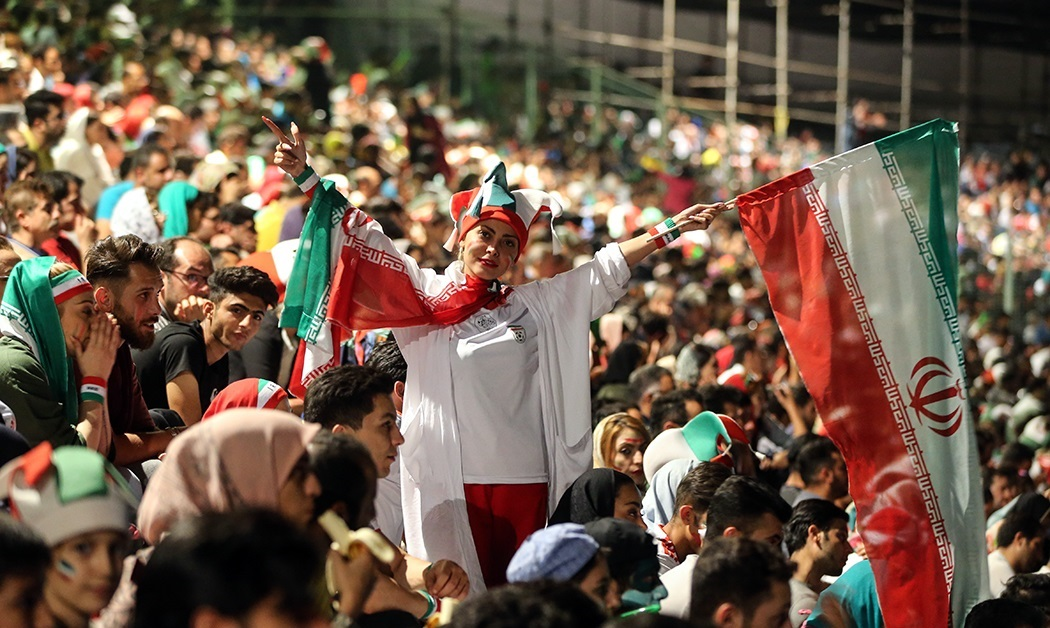
時隔40年后，女性获准进入足球场觀看2018年世界杯，

2500年前，妇女對马球在波斯的發展做出貢獻 。
在伊朗，妇女参加了多项体育运动，并代表国家参加亚运会、奥运会和世界盃等体育赛事。 
2020年1月12日，伊朗奧運獲獎者基米雅·阿里薩德移居德国，并希望在今年的夏季奥运会上代表德国参赛。在2016年奥运会上获得跆拳道铜牌的阿里薩德说，由于伊朗政权的“不公正”和“虚伪”，她无法为自己的国家竞争。她说伊朗政府操纵运动员作为政治宣传的工具。  
在伊朗，妇女因為哈米尼發展出的伊斯蘭教法不能騎自行車。根据穆斯林教士的说法，如果一个男人看到一个女人骑自行车，就会导致包含性犯罪、金融犯罪、精神不忠和宗教不服从在內的犯罪行為。 

### 体育场禁令與鬆綁
直到最近，伊朗还不允许女性进入体育场，因此不能在現場觀看男子排球和足球比赛。自1981年以来，婦女便被禁止進入德黑兰的阿薩迪體育場
对女性的禁令引起了很多不满，但立法者认为抚养孩子是女性的责任而不是參與運動賽事。 女性经常穿着男装，黏上胡须，并束住乳房以進入觀眾席。  2006年，总统内贾德解除了禁令，称女性的參與将“促进贞操”，但最高领导人在一个月后推翻了这一决定。2012年，对女性的禁令扩大到排球。 
2017年9月，在伊朗和叙利亚之间进行的FIFA世界杯资格赛中，一些伊朗女性议员被邀请观看比赛。2018年，35名女性聚集在德黑兰兩個橄榄球比赛場地外，她們要求進入球場看球。 当年6月25日，一些伊朗妇女被允許進入阿萨迪体育场，觀看大屏幕轉播的在俄罗斯舉辦的的2018FIFA世界杯伊朗對陣葡萄牙的比赛。7月，伊朗當局允许数量有限的妇女前往阿萨迪体育场觀看伊朗對陣玻利维亚国家队的比赛。11月9日国际足球联合会秘书长法特瑪·薩穆拉（Fatma Samoura）表示，她将要求伊朗政府终止禁止女性进入体育场馆的禁令。 根据世界足球管理机构2019年11月的命令，女性可以“不受限制地进入体育场，人数取决于球迷的需求”。
2019年，一名足球迷薩哈爾·霍達亞里（Sahar Khodayari）试图伪装成男性潜入一场足球比赛后，因“不戴头巾出现在公共场合”被捕。  2019年9月2日，她在德黑兰法院外自焚以示抗议。此后不久，伊朗政府向国际足联承认，2019年10月10日，超过3,500名女性觀看了在阿扎迪体育场舉行的伊朗对阵柬埔寨的世界杯预选赛不過她们被限制在一个用绳子围起来的区域。
2022年8月25日，伊朗當局开始允许女性进入足球场現場观看伊朗本土男子职业足球联赛赛事。

## 健康
2005 年，伊朗议会批准了在怀孕前四个月进行的堕胎，在妇女的生命处于危险之中、胎儿无法存活以及生长异常的情況下。 
在联合国人口基金的技术支持下，政府开展了扫盲和计划生育活动。美国人为人口基金向伊朗扫盲运动组织捐款，为7,000多名教师提供培训，並制作了一部关于妇女健康问题（包括節育）的9集电视连续剧，以及采购设备。 
伊朗妇女的平均预期寿命从1960年的44.2岁增加到 2012年的75.7岁，1990年至2013年间，孕产妇死亡率从每10万人83人下降到23人。在20世纪，女性社会運動人士、卫生工作者和非政府组织通过强调定期健康检查（包含子宫颈抹片、乳房 X 光和血液检查）的重要性来促进妇女的健康。提倡食用维生素D和钙补充剂以及激素替代疗法以预防骨质疏松。然而，愛滋病已成为威脅伊朗女性的重大考驗，从2007年到2015年，愛滋感染率增加了五倍多。 2011年憂鬱症居伊朗女性疾病之首，並在2003年排名第二。近年来，女性犯罪率有所上升，与毒品和暴力有关的犯罪也有所增加。 
2014年8月，伊朗议会禁止永久性避孕方法。哈米尼呼吁禁止输精管切除和输卵管结扎手术以促进人口增长。 国际特赦组织报告称，2018年，伊朗妇女获得能夠負擔的现代避孕措施的机会有限。 

## 伊朗婦女权运动

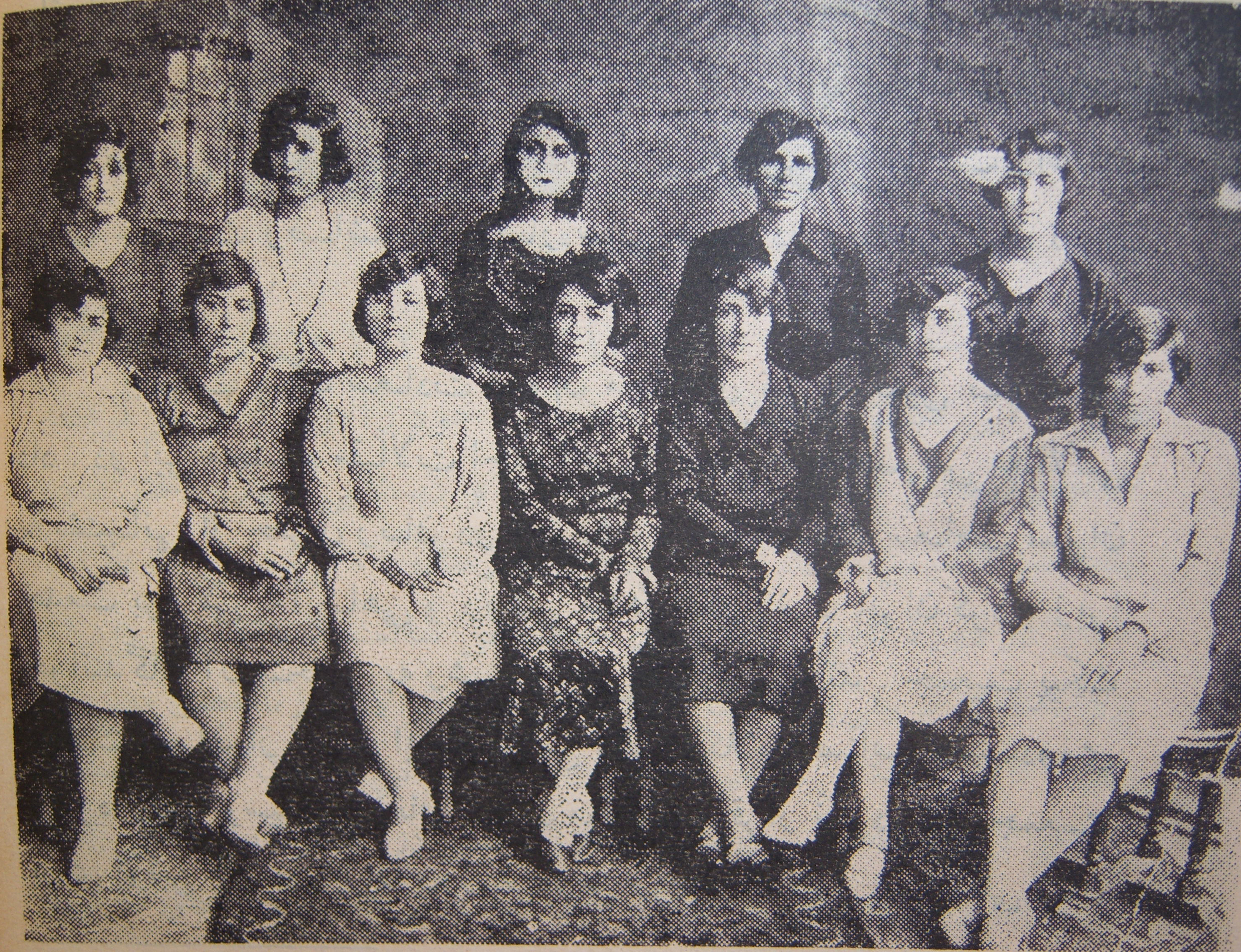
德黑兰妇女权利协会“Jam'iat e nesvan e vatan-khah”的董事会（1923-1933）

在伊朗，女性追求平權的歷史可以追溯到19世纪和20世纪初。根据伊朗婦女研究學者娜耶瑞赫·托希迪 (Nayereh Tohidi)的說法，伊朗的妇女运动可以分为八个时期。 
1905～1925年：波斯立憲革命期间與卡扎尔王朝的终结時期。妇女的活動大多是地下的，她们的目标是提高识字率、妇女健康以及防止一夫多妻制和家庭暴力。 
1925～1940年代：巴列维王朝的开始和李查汗的统治期。女性不需要戴面纱，也可以进入大学。 
1940～1950年代：这是伊朗石油工業国有化的时代，某种程度上使妇女进一步获得教育，政治運動部分傾向極端。除了《家庭保护法》失败并被废止，这个时代没有任何重大改革。 
1960～1970年代：白色革命和现代化時期，妇女在投票权和家庭保护法方面进行了更大的法律改革，并提升了经濟参与。 
1979-1997年：1979年的伊朗革命，造成妇女中心的关闭和妇女对经济贡献的下降。 
1997-2005年：在改革派的哈塔米主政期间，改革让女性有更多机会接触婦女權益新闻和新闻自由。 
2005-2013年：新保守主義的内贾德时代，镇压加剧，失业率上升。 
2013年至今：鲁哈尼溫和统治的时期，并未对女性地位进行任何重大改革，因为强硬派已经废除了其中的大部分。 
19世纪中叶，塔希丽是第一位不戴面纱出现在公共场合的伊朗女性，她被称为伊朗婦女权运动之母。其他人跟随她為提高妇女的地位努力， 包括牧师穆罕默德·侯赛因·亚兹迪（Muhammad Husain Yazdi）之妻萨菲亚·亚兹迪（Safiya Yazdi）。萨菲亚·亚兹迪在丈夫的支持下，于1910年开设了伊法蒂亚女子学校（Iffatiyah Girls School），因其在妇女问题上直言不讳的演講而获得赞誉。 
伊朗妇女越来越了解全球女性主义当前的趋势。她们也越来越積極，尤其是藉由联合国性别项目和公约创建的工具和机制，例如《消除对妇女一切形式歧视公约（CEDAW）》。然而，由于保守的憲法監護委员会擁有選舉監督權，第六届伊斯蘭议会的改革派代表並沒有成功批准《消除对妇女一切形式歧视公约》。大多数伊斯兰和世俗女性運動人士一直在《消除对妇女一切形式歧视公约》的框架内提出她们的要求。 
近年来，伊朗政府投资于妇女组织和運動人士倡议，旨在增强妇女的能力，学习让她们更独立的技能。 然而，国家继续限制妇女权利運動人士出国旅行。活动家和摄影师阿麗葉．莫塔列札德赫（Alieh Motalebzadeh）因參加格鲁吉亚妇女赋权研讨会而被判处三年徒刑。 
伊朗的妇女权利运动继续尝试改革，例如百万签名運動（One Million Signatures）。   
2022年11月，因為民主和人權、特別是為婦女和兒童的權益和庇護權所作出的努力而於2003年獲頒諾貝爾和平獎的第一位伊朗人和穆斯林女性、前法官、律師希林·伊巴迪表示「一方面，看到年輕一代如此勇敢地對抗獨裁者，我感到樂觀和充滿希望。另一方面，看到年輕人被逮捕或殺害，我非常難過。民眾的訴求不再是反頭巾。艾米尼被殺是導火線，現在人們不想要伊斯蘭共和國，想推翻政權。」
2023年10月6日，諾貝爾和平獎頒授給為伊朗受壓迫的女性而戰、為促進所有人的人權及自由而戰、對艾米尼之死進行報導的人權活動家納爾吉斯·穆罕默迪。19日，歐洲議會將沙卡洛夫獎追授給瑪莎·艾米尼及她的受迫害致死所激發的女性、生命、自由運動。

## 婦女的國際影響

### 波斯文化圈
伊朗知识分子法拉．卡里米 （Farah Karimi）的政治學著作《Slagveld Afghanistan》批评荷兰在阿富汗的军事政策；2006年，她被任命为联合国阿富汗事务代表。 
2003年，伊朗呼罗珊地區代言人司马比娜（Sima Bina）在太阳剧院（Théâtre du Soleil）上演了＂世俗三部曲＂以資助Open Asia的＂阿富汗：一个孩子一本书”計畫。 
2004年，世界银行资助了“波斯妇女网路（network of Persian women）”，以促进波斯语地区妇女的福利。 
2006年，伊朗革命后全家逃离伊朗的妇女阿努什．安薩里 成為第一位進入太空的伊朗女性。據報道，這項在哈萨克斯坦进行的壮举鼓舞了许多伊朗妇女。 

### 与西方女性主义的关系
尽管伊朗政府反對女性主义，但许多观察人士表示，伊朗出现了新一代受过教育的年轻女性。 
有人认为，伊朗妇女运动必须接受西方女性主义者的帮助才能得到認可，因為西方女性主義有成功被她們的社會认可的經驗。这种观点認為，西方女性主义可以为伊朗妇女提供她们自己的宗教和社会无法提供的自由和机会。这种观点的拥护者说，无论伊朗妇女运动在伊朗社会中取得了什么成就，在伊朗社会中个体妇女的地位永远低于西方世界的女性主义者的成就。 
另外則有人認為，婦女的地域性运动永远不会成功，在所有国家和宗教的全球姐妹会建立之前，女性主义还没有真正到来。 
第三种观点則說，全球妇女运动将忽视和破坏因历史和宗教而产生的伊朗本土女性主义的独特元素。 
豪兰（Howland）认为，签署聯合國多邊條約《公民权利和政治权利国际公约》并没有太大改善妇女的状况。 

## 针对妇女的犯罪
根据一些报道，每年有数百名伊朗妇女被榮譽處決。  2019年的一份报告得出结论，“伊朗所有谋杀案中有近30%是为了名誉而杀害妇女和女孩。” 
在伊朗，一些研究估计伊拉克移民和庫德少數民族中 I 型和 II 型女性割禮（FGM）的比例在40%到85%之间。   
2019年，联合国批评伊朗的人权记录，并建议改善當地妇女权利。 

## 延伸閱讀
- Edward G. Browne, The Persian Revolution of 1905–1909. Mage Publishers (July 1995). 0-934211-45-0
- Farideh Farhi, "Religious Intellectuals, the 'Woman Question,' and the Struggle for the Creation of a Democratic Public Sphere in Iran", International Journal of Politics, Culture and Society, Vol. 15, No.2, Winter 2001.
- Ziba Mir-Hosseini, "Religious Modernists and the 'Woman Question': Challenges and Complicities", Twenty Years of Islamic Revolution: Political and Social Transition in Iran since 1979, Syracuse University Press, 2002, pp 74–95.
- Shirin Ebadi, Iran Awakening: A Memoir of Revolution and Hope, Random House (May 2, 2006),ISBN 1-4000-6470-8

### 英語專題
- Rouhani clashes with Iranian police over undercover hijab agents （页面存档备份，存于）

### 中文專題
- BBC :伊朗女性今與昔：伊斯蘭革命前後的對比 （页面存档备份，存于）
- 《上報》專訪諾貝爾和平獎得主伊巴迪 （页面存档备份，存于）
- 伊巴迪訪台時風傳媒的專訪 （页面存档备份，存于）